# Scott McLaughlin
Scott Thomas McLaughlin (Christchurch, 10 juni 1993) in een Nieuw-Zeelands autocoureur. Hij werd namens DJR Team Penske in 2018 en 2019 kampioen in de V8 Supercars en won in 2019 de Bathurst 1000.